# Mon chien Skip
Pour plus de détails, voir Fiche technique et Distribution.
Mon chien Skip (titre original : My Dog Skip) est un film américain réalisé par Jay Russell, sorti en 2000.

## Synopsis
Willie Morris, est un enfant timide. Pour son neuvième anniversaire, sa mère lui offre un chien, Skip. Ainsi, Skip devient l'inséparable compagnon de Willie. Grâce à Skip, Willie commence à s'affirmer et fréquente Rivers Applewhite, sa future petite amie, et à ne plus se laisser faire devant les autres enfants !

## Fiche technique
- Titre original : My Dog Skip
- Titre français : Mon chien Skip
- Réalisation : Jay Russell
- Scénario : Gail Gilchriest
- Producteurs : John Lee Hancock, Broderick Johnson, Mark Johnson, Andrew A. Kosove
- Directeur de la photographie : James L. Carter (en)
- Sortie : août 2000

## Distribution
- Frankie Muniz (VQ : Émile Mailhiot) : Willie Morris
- Diane Lane (VF : Hélène Chanson et VQ : Élise Bertrand) : Ellen Morris
- Luke Wilson (VF : Éric Missoffe et VQ : Antoine Durand) : Dink Jenkins
- Kevin Bacon (VF : Philippe Vincent et VQ : Benoit Rousseau) : Jack Morris
- Caitlin Wachs (VQ : Stéfanie Dolan) : Rivers Applewhite
- Bradley Coyell (VQ : Xavier Morin-Lefort) : Big Boy Wilkinson
- Daylan Honeycutt (VQ : Julien Nguyen) : Henjie Henick
- Cody Linley (VQ : Xavier Dolan) : Spit McGee
- Peter Crombie (VQ : Jean-Marie Moncelet) : Petit Junior
- Clint Howard (VQ : Pierre Auger) : Millard
- Harry Connick Jr. (VQ : Gilbert Lachance) : le narrateur
- Carl Davis : Mme Jenkins
- David Pickens : Mr Jenkins
- Enzo : Skip le chien

 Source et légende : version française (VF) sur RS Doublage
 Source et légende : version québécoise (VQ) sur Doublage.qc.ca

## Autour du film
- Le chien qui joue Skip, Enzo, est mort le 23 juin 2010[3].